# Massimo De Vita
Massimo De Vita (Milan, 12 mai 1941) est un auteur de bandes dessinées italien et travaille sur les histoires et aventures des productions de Disney. Il est le fils de Pier Lorenzo De Vita, lui aussi illustrateur et dessinateur de BD.

## Biographie

### Les débuts
De Vita s'inscrit à l'école d'art alors que son père réalise ses premières histoires pour Disney comme Donald et la belle du bal (1955, publié dans le numéro 29 du magazine Albi d'oro).
En 1958, Massimo travaille dans le studio d'animation des frères Nino et Toni Pagot, les créateurs de Calimero : parmi ses premiers travaux on retrouve des publicités pour le cinéma et le dessin animé Carosello. En 1959, il commence une longue collaboration exclusive avec Mickey Mouse en accompagnant son père, embauché par Gentilini, alors responsable éditorial d'Editoria Disney pour la Walt Disney Company Italia. Sa première tâche est d'encrer et de repaginer les histoires étrangères pour le magazine Topolino lancé en 1949, dont la majeure partie n'avaient pas la mise en forme requise par l'hebdomadaire.
Sous l'influence de Ambrogio Vergani et Giuseppe Perego, il réalise plusieurs couvertures pour les magazines Topolino, Albi della Rosa, Almanacco Topolino, I Classici di Walt Disney. Il réalise aussi des pages pour compléter des histoires (principalement celles avec ou nécessitant des résumés) et ajoute des séquences comme dans 
Les extraordinaires aventures de Donald Mirandole (1959). Après cette période d'apprentissage, il commence le dessin de sa première histoire complète, à partir d'un scénario d'aventure de Rodolfo Cimino, Paperon de' Paperoni contro Mandracchio avec pour héros l'Oncle Picsou, publiée le 17 juin 1962 dans le magazine Topolino et jamais traduite.
Son style rappelle celui de Carl Barks mais le contour des personnages est plus proche de celui de Gottfredson ou plutôt de Carpi et Scarpa.
Fin mai 2020, De Vita prend sa retraite.